# Action républicaine et sociale (Quatrième République)
Pour les articles homonymes, voir ARS et Action républicaine et sociale.
L'Action républicaine et sociale (ARS) est un groupe parlementaire français qui a connu une brève existence entre 1952 et 1954, à l'époque de la IIe législature de la Quatrième République.
Le groupe trouve son origine dans la crise qui, en 1952, agite le groupe des députés du Rassemblement du peuple français. Contre l'avis du chef de ce parti, le général de Gaulle, 27 élus gaullistes votèrent l'investiture d'Antoine Pinay comme président du Conseil. Ils finirent par faire sécession  et créèrent  un nouveau groupe, avec à sa tête Edmond Barrachin et comme vice-présidents André Bardon, Édouard Frédéric-Dupont, André-Jean Godin et Raymond Mondon. 
Henry Bergasse prend la présidence du groupe entre 1953 et 1954, date à laquelle l'ARS se rattache au Centre national des indépendants et paysans.

## Sources
- Jean-François Sirinelli, Les droites françaises, de la Révolution à nos jours, Paris, Folio Histoire, 1995.